# Eleições estaduais em Mato Grosso do Sul em 2022
As eleições estaduais em Mato Grosso do Sul em 2022 foram realizadas em 2 de outubro (primeiro turno) e 30 de outubro (segundo turno, caso necessário), os eleitores aptos a votar elegeram um governador, vice-governador, um senador, 8 deputados para a Câmara dos Deputados e 24 deputados à Assembleia Legislativa. O governador eleito foi Eduardo Riedel e seu vice, José Carlos Barbosa, com 56,90% dos votos e o anterior era Reinaldo Azambuja, do Partido da Social Democracia Brasileira (PSDB), governador eleito em 2018. Pela Constituição, o governador será eleito para um mandato de quatro anos a se iniciar em 1.º de janeiro de 2023, e com a aprovação da Emenda Constitucional nº 111, terá seu término em 6 de janeiro de 2027.
Para a eleição ao Senado Federal, esteve em disputa a vaga ocupada por Simone Tebet, do MDB, eleita em 2014. Tereza Cristina, do Progressistas, acabou sendo eleita para ocupar a vaga de Tebet com cerca de 60,85% dos votos válidos.

## Calendário eleitoral
Nota: Esta seção apresenta apenas as principais datas do calendário eleitoral de 2022, confira o site oficial do TSE e outras fontes oficiais para informações detalhadas.
| Calendário eleitoral      | Calendário eleitoral                                                                       |
| ------------------------- | ------------------------------------------------------------------------------------------ |
| 15 de maio                | Início do financiamento coletivo dos pré-candidatos                                        |
| 20 de julho a 5 de agosto | Convenções partidárias para a escolha dos candidatos e das coligações                      |
| 2 de outubro              | Primeiro turno das eleições                                                                |
| 7 a 28 de outubro         | Propaganda eleitoral gratuita no rádio e na televisão relativa a um eventual segundo turno |
| 30 de outubro             | Eventual segundo turno das eleições                                                        |
| até 19 de dezembro        | Diplomação dos eleitos pela Justiça Eleitoral                                              |

## Candidatos ao governo de Mato Grosso do Sul

### Candidaturas oficializadas
- Eduardo Riedel (PSDB): Natural do Rio de Janeiro, nasceu em 1969 e é empresário. Foi Secretário de Estado de Infraestrutura e Habitação do Mato Grosso do Sul entre fevereiro de 2021 e abril de 2022 e também Secretário de Estado de Governo e Gestão Estratégica do Mato Grosso do Sul entre 2015 e 2021, na gestão do governador Reinaldo Azambuja. Riedel também foi presidente do Sindicato de Maracaju em 1999 e vice-presidente na Federação da Agricultura e Pecuária de Mato Grosso do Sul, e também foi diretor da Confederação Nacional da Agricultura (CNA). Entre 2012 a 2014 foi presidente da Famasul e entre 2011 e 2014, também presidente do Conselho do Sebrae/MS.[4] Sua candidatura foi oficializada pelo PSDB em convenção no dia 5 de agosto. [5] O vice em sua chapa é o advogado José Carlos Barbosa (também conhecido como Barbosinha), nascido em 1964, natural de São Simão e filiado ao Progressistas. Barbosinha foi deputado estadual entre 2014 e 2023 e também foi Secretário de Estado de Justiça e Segurança Pública do Mato Grosso do Sul entre abril de 2016 e dezembro de 2017, presidente da SANESUL entre 2007 e 2014 e prefeito de Angélica entre 1989 e 1992.[6]

- Capitão Contar (PRTB): Natural de Campinas, nasceu em 1983 e é militar reformado. É deputado estadual pelo Mato Grosso do Sul desde 2019 e também foi o mais votado do estado no pleito de 2018. Sua candidatura foi lançada em uma convenção do partido em 5 de agosto. O vice em sua chapa é o advogado, professor universitário, empresário e pecuarista Humberto Sávio Abussafi Figueiró (também conhecido como Beto Figueiró). Ele nasceu em 1967, é natural de Campo Grande e é também filiado ao Partido Renovador Trabalhista Brasileiro. [7][8][9]

- André Puccinelli (MDB): Natural de Viareggio, Itália. Nasceu em 1948 e é médico. Foi Governador de Mato Grosso do Sul entre 2007 e 2015, prefeito de Campo Grande entre 1997 e 2005, deputado federal pelo Mato Grosso do Sul entre 1995 e 1997 e deputado estadual pelo Mato Grosso do Sul entre 1987 e 1995. Também foi Secretário Estadual de Saúde do estado na gestão do ex-governador Wilson Barbosa Martins entre 1983 e 1984. Sua candidatura foi lançada em convenção partidária do MDB em 5 de agosto. A chapa apresentou como candidata à vice-governadora a ex-secretária de Assistência Social do Mato Grosso do Sul, Tânia Garib, nascida em 1955 e natural de Regente Feijó.[10][11]

- Rose Modesto (UNIÃO): Natural de Fátima do Sul, nasceu em 1978. É professora e deputada federal pelo Mato Grosso do Sul desde 2019.[12] Foi vice-governadora entre 2015 e 2019 e Secretária de Direitos Humanos, Assistência Social e Trabalho do Mato Grosso do Sul na gestão de Reinaldo Azambuja entre 2015 e 2016. Também foi vereadora de Campo Grande entre 2009 e 2014. Seu nome foi aprovado em convenção partidária do União Brasil em 22 de julho. A chapa apresentou como candidato à vice-governador o produtor agropecuário Alberto Schlatter, nascido em 1932, natural de Presidente Venceslau e filiado ao Podemos. [13][14][15][16]

- Marquinhos Trad (PSD): Natural de Campo Grande, nasceu em 1964. É advogado. Foi prefeito de Campo Grande entre 2017 e 2022, deputado estadual pelo Mato Grosso do Sul entre 2007 e 2016 e vereador de Campo Grande entre 2005 e 2007. Também foi Secretário Municipal de Assuntos Fundiários de Campo Grande na gestão de André Puccinelli de 1996 a 2000. Sua candidatura foi oficializada em uma convenção partidária do Partido Social Democrático no dia 30 de julho. A chapa apresentou como candidata à vice-governadora a médica Viviane Orro, nascida em 1976, natural de Aquidauana e também filiada ao PSD. [17][18][19]

- Giselle Marques (PT): Natural de Campo Grande, nasceu em 1968. É advogada, militante e professora universitária. Foi gerente de Controle Ambiental da Imasul entre 2002 e 2004 e superintendente do Procon/MS entre 2004 a 2007. Sua candidatura foi oficializada em uma convenção partidária do PT em 30 de julho. [20] A chapa apresentou como candidato à vice-governador o advogado Abilio Vaneli, natural de Coxim e também filiado ao Partido dos Trabalhadores. [21][22][23]

- Adonis Marcos (PSOL): Natural de Cascavel, nasceu em 1984. É empresário. Sua candidatura foi oficializada pela Federação PSOL REDE em 24 de julho.[24] A chapa apresentou como candidato à vice-governador Ilmo Candido de Souza, nascido em 1971 e natural de São Paulo. Ilmo é filiado à Rede Sustentabilidade.[25]

### Candidaturas indeferidas
- Magno de Souza (PCO): Natural de Dourados, nasceu em 1984 e é indígena.[26] O Tribunal Regional Eleitoral de Mato Grosso do Sul (TRE-MS) indeferiu a sua candidatura pelo fato da mesma não se enquadrar na Lei da Ficha Limpa.[27]

| Candidato(a) a governador(a)                                                          | Candidato(a) a governador(a)                                                          | Candidato(a) a governador(a)                                                          | Candidato(a) a vice-governador(a)                                                     | Nº                                                                                    | Coligação/Federação                                                                     | Tempo de horário eleitoral |
| ------------------------------------------------------------------------------------- | ------------------------------------------------------------------------------------- | ------------------------------------------------------------------------------------- | ------------------------------------------------------------------------------------- | ------------------------------------------------------------------------------------- | --------------------------------------------------------------------------------------- | -------------------------- |
|                                                                                       |                                                                                       | Adonis Marcos PSOL                                                                    | Ilmo Candido de Oliveira REDE                                                         | 50                                                                                    | Sem coligação Federação PSOL REDE                                                       | 0:20                       |
|                                                                                       |                                                                                       | Rose Modesto UNIÃO                                                                    | Alberto Schlatter PODE                                                                | 44                                                                                    | Tocando em Frente para Cuidar da Nossa Gente UNIÃO, PROS, PODE                          | 1:56                       |
|                                                                                       |                                                                                       | Eduardo Riedel PSDB                                                                   | Barbosinha PP                                                                         | 45                                                                                    | Trabalhando por um Novo Futuro Federação PSDB Cidadania, Republicanos, PP, PSB, PL, PDT | 3:45                       |
|                                                                                       |                                                                                       | André Puccinelli MDB                                                                  | Tania Garib MDB                                                                       | 15                                                                                    | Ao Trabalho de Novo, com a Força do Povo MDB, Solidariedade, DC                         | 1:00                       |
|                                                                                       |                                                                                       | Marquinhos Trad PSD                                                                   | Dra Viviane Orro PSD                                                                  | 55                                                                                    | Muda MS PSD, Patriota, PTB, PSC                                                         | 1:15                       |
|                                                                                       |                                                                                       | Giselle PT                                                                            | Abilio Vaneli PT                                                                      | 13                                                                                    | Sem coligação FE Brasil (PT, PV e PCdoB)                                                | 1:25                       |
|                                                                                       |                                                                                       | Capitão Contar PRTB                                                                   | Beto Figueiró PRTB                                                                    | 28                                                                                    | Mudança de Verdade PRTB, Avante                                                         | 0:16                       |
|                                                                                       |                                                                                       | Magno Souza PCO                                                                       | Carlos Martins PCO                                                                    | 29                                                                                    | Sem coligação PCO                                                                       | Não possui                 |
| Apresentação de acordo com a ordem da propaganda eleitoral e representação partidária | Apresentação de acordo com a ordem da propaganda eleitoral e representação partidária | Apresentação de acordo com a ordem da propaganda eleitoral e representação partidária | Apresentação de acordo com a ordem da propaganda eleitoral e representação partidária | Apresentação de acordo com a ordem da propaganda eleitoral e representação partidária | Apresentação de acordo com a ordem da propaganda eleitoral e representação partidária   | Sobras: 0:03               |

## Candidatos ao Senado Federal

### Candidaturas oficializadas
- Tereza Cristina (PP): Natural de Campo Grande, nasceu em 1954. É engenheira agrônoma e empresária. Foi ministra da Agricultura, Pecuária e Abastecimento do Brasil entre janeiro de 2019 a março de 2022, durante o governo Jair Bolsonaro. Também foi deputada federal entre 2015 e 2023 (licenciada entre 2019 e 2022) e Secretária de Desenvolvimento Agrário, da Produção, da Indústria, do Comércio e do Turismo do Mato Grosso do Sul entre 2007 e 2014, na gestão de André Puccinelli.[37] Sua candidatura foi oficializada em convenção partidária do Progressistas em 5 de agosto de 2022.[38] O candidato à primeira suplência em sua chapa ao Senado Federal é o tenente das Forças Armadas do Brasil, Aparecido Andrade Portela (conhecido como Tenente Portela), nascido em 1961, natural de Tarabai e filiado ao Partido Liberal (PL). [39] O candidato à segunda suplência na chapa de Tereza Cristina é o médico Paulo Salomão, nascido em 1980, natural de São Paulo e filiado ao Progressistas (PP).[40]
- Mandetta (UNIÃO): Luiz Henrique Mandetta é natural de Campo Grande e nasceu em 1964. É médico ortopedista. Foi ministro da Saúde no Governo Jair Bolsonaro entre janeiro de 2019 a abril de 2020.[41] Também foi deputado federal pelo estado do Mato Grosso do Sul entre 2011 e 2019 e secretário de Saúde de Campo Grande, na gestão de Nelsinho Trad.[42] Sua candidatura foi oficializada em convenção partidária do União Brasil em 22 de julho de 2022.[43] O candidato à primeira suplência em sua chapa ao Senado Federal é o empresário Sérgio Murilo, natural de Salvador, nascido em 1962 e filiado ao Podemos (PODE). [44] O candidato à segunda suplência em sua chapa seria inicialmente o ex-vereador de Planaltina, Deusimar Alves, filiado ao Partido Republicano da Ordem Social (PROS)[45], mas este foi substituido em setembro de 2022 pela empresária Maisa Uemura, nascida em 1965, natural de Dourados e filiada ao União Brasil.[46][47]
- Professor Tiago Botelho (PT): Tiago Resende Botelho é natural de Ivinhema e nascido em 1983. É professor. [48] Sua candidatura foi oficializada pelo Partido dos Trabalhadores em 30 de julho de 2022.  Sua candidatura foi oficializada em convenção partidária do Partido dos Trabalhadores em 30 de julho de 2022.[49] A candidata à primeira suplência em sua chapa é a servidora pública aposentada Eloisa Castro Berro, natural de Tupã, nascida em 1956 e também filiada ao Partido dos Trabalhadores. [50] O candidato à segunda suplência em sua chapa é o empresário Bruno Migueis, natural de Corumbá, nascido em 1986 e filiado ao Partido dos Trabalhadores.[51]
- Juiz Odilon (PSD): Odilon de Oliveira nasceu em 1949, é natural de Exu[52] e foi juíz federal entre 1987 e 2017, quando se aposentou para concorrer à cargos políticos. Tornou-se internacionalmente conhecido por sua atuação no combate ao crime organizado, sobretudo na região de fronteira do Brasil com o Paraguai, tendo prendido centenas de traficantes de drogas e desestruturado dezenas de organizações criminosas. Disputou as eleições gerais de 2018 como candidato ao governo do Estado do Mato Grosso do Sul, sendo derrotado por Reinaldo Azambuja em segundo turno. [53] Sua candidatura foi oficializada em convenção partidária do Partido Social Democrático em 1º de agosto de 2022.[54] O candidato à primeira suplência em sua chapa é o empresário Wilson Joaquim da Silva, natural de Tumiritinga, nascido em 1953 e filiado ao Partido Social Cristão.[55]  O candidato à segunda suplência em sua chapa é o médico Domingos Albaneze, natural de Corumbá, nascido em 1953 e também filiado ao Partido Social Democrático.[56]
- Jeferson Bezerra (AGIR): Bezerra é jornalista e redator, nasceu em 1973 e é natural de Dourados.[57] Sua candidatura foi oficializada em convenção partidária virtual do AGIR em 2 de agosto de 2022.[58] O candidato à primeira suplência em sua chapa é o mecânico Adriano Bezerra, nascido em 1980, também natural de Dourados e filiado ao AGIR. [59] O candidato à segunda suplência em sua chapa é Geovando Braga, nascido em 1972, natural em Dourados e filiado ao AGIR. [60]

### Candidatura sub júdice
- Anizio Tocchio (PSOL): Natural de São Francisco de Goiás, nasceu em 1972.[61] Sua candidatura se encontra sub júdice no Tribunal Superior Eleitoral (TSE) por problemas com o registro da candidatura de seu primeiro suplente.[62]

| Candidato(a) a senador(a)                                                             | Candidato(a) a senador(a)                                                             | Candidato(a) a senador(a)                                                             | Candidatos a suplente                                                                 | Nº                                                                                    | Coligação/Federação                                                                     | Tempo de horário eleitoral |
| ------------------------------------------------------------------------------------- | ------------------------------------------------------------------------------------- | ------------------------------------------------------------------------------------- | ------------------------------------------------------------------------------------- | ------------------------------------------------------------------------------------- | --------------------------------------------------------------------------------------- | -------------------------- |
|                                                                                       |                                                                                       | Anizio Tocchio PSOL                                                                   | 1º: Marcio Benites (PSOL) 2º: Diana Sheila (REDE)                                     | 500                                                                                   | Sem coligação Federação PSOL REDE                                                       | 0:12                       |
|                                                                                       |                                                                                       | Luiz Henrique Mandetta UNIÃO                                                          | 1º: Sérgio Murilo (PODE) 2º: Maisa Uemura (UNIÃO)                                     | 444                                                                                   | Tocando em Frente para Cuidar da Nossa Gente UNIÃO, PROS, PODE                          | 1:06                       |
|                                                                                       |                                                                                       | Juiz Odilon PSD                                                                       | 1º: Wilson Joaquim da Silva (PSC) 2º: Domingos Albaneze (PSD)                         | 555                                                                                   | Muda MS PSD, PTB, PSC, Patriota                                                         | 0:43                       |
|                                                                                       |                                                                                       | Tereza Cristina PP                                                                    | 1º: Tenente Portela (PL) 2º: Paulo Salomão (PP)                                       | 111                                                                                   | Trabalhando por um Novo Futuro Federação PSDB Cidadania, Republicanos, PP, PSB, PL, PDT | 2:07                       |
|                                                                                       |                                                                                       | Tiago Botelho PT                                                                      | 1º: Eloisa (PT) 2º: Bruno Migueis (PT)                                                | 133                                                                                   | Sem coligação FE Brasil (PT, PV e PCdoB)                                                | 0:49                       |
|                                                                                       |                                                                                       | Jeferson Bezerra Agir                                                                 | 1º: Adriano Bezerra (Agir) 2º: Geovando Braga (Agir)                                  | 368                                                                                   | Sem coligação Agir                                                                      | Não possui                 |
| Apresentação de acordo com a ordem da propaganda eleitoral e representação partidária | Apresentação de acordo com a ordem da propaganda eleitoral e representação partidária | Apresentação de acordo com a ordem da propaganda eleitoral e representação partidária | Apresentação de acordo com a ordem da propaganda eleitoral e representação partidária | Apresentação de acordo com a ordem da propaganda eleitoral e representação partidária | Apresentação de acordo com a ordem da propaganda eleitoral e representação partidária   | Sobras: 0:03               |

## Debates

### Para governador(a)
| Data                   | Organizadores               | Mediador            | Adonis (PSOL) | Contar (PRTB) | Puccinelli (MDB) | Trad (PSD) | Giselle (PT) | Modesto (UNIÃO) | Riedel (PSDB) | Magno (PCO)   |
| ---------------------- | --------------------------- | ------------------- | ------------- | ------------- | ---------------- | ---------- | ------------ | --------------- | ------------- | ------------- |
| 6 de setembro de 2022  | Primeira Página e Morena FM | Antonio Marcos      | Presente      | Presente      | Presente         | Presente   | Presente     | Presente        | Presente      | Presente      |
| 14 de setembro de 2022 | FETEMS                      | Ariovaldo Camargo   | Presente      | Presente      | Presente         | Presente   | Presente     | Presente        | Presente      | Presente      |
| 26 de setembro de 2022 | TopMídia News e SBT MS      | Alexandre Giachetto | Presente      | Presente      | Presente         | Presente   | Presente     | Presente        | Presente      | Presente      |
| 27 de setembro de 2022 | TV Morena                   | Lucimar Lescano     | Presente      | Presente      | Presente         | Presente   | Presente     | Presente        | Presente      | Não convidado |

## Pesquisas

### Para governador
| Período     | Instituto                       | Amostragem | Puccinelli (MDB) | Trad (PSD)                   | Contar (PRTB) | Riedel (PSDB) | Rose (UNIÃO) | Giselle (PT) | Magno (PCO) | Adonis (PSOL) | B/N   | NS/NR  | Vantagem |      |      |      |     |     |      |
| ----------- | ------------------------------- | ---------- | ---------------- | ---------------------------- | ------------- | ------------- | ------------ | ------------ | ----------- | ------------- | ----- | ------ | -------- | ---- | ---- | ---- | --- | --- | ---- |
| Período     | Instituto                       | Amostragem | 08-12/08         | Ranking Brasil MS-08898/2022 | 3 000         | 22,4%         | 18,3%        | 8,3%         | 17,4%       | 15,2%         | B/N   | NS/NR  | Vantagem | 1,2% | 0,1% | 0,1% | 17% | 17% | 4,1% |
| 14-18/08    | Paraná Pesquisas MS-04144/2022  | 1 540      | 25,1%            | 16,8%                        | 13,6%         | 13,2%         | 10,5%        | 3,2%         | 1,1%        | 0,5%          | 8,7%  | 7,4%   | 8,3%     |      |      |      |     |     |      |
| 16-21/08    | Novo Ibrape MS-02015/2022       | 2 000      | 23,7%            | 15,2%                        | 10,9%         | 15,4%         | 12%          | 2,8%         | 0,5%        | 0,7%          | 6,5%  | 12%    | 8,3%     |      |      |      |     |     |      |
| 22-23/08    | RealTime Big Data MS-06707/2022 | 1 500      | 21%              | 18%                          | 12%           | 14%           | 12%          | 4%           | 0%          | 0%            | 8%    | 11%    | 3%       |      |      |      |     |     |      |
| 24-28/08    | Ranking Brasil MS-08328/2022    | 3 000      | 23%              | 17,7%                        | 9,2%          | 17,5%         | 13,1%        | 2%           | 0,1%        | 0,2%          | 17,2% | 17,2%  | 5,3%     |      |      |      |     |     |      |
| 28-30/08    | IPEC MS-06162/2022              | 800        | 25%              | 20%                          | 8%            | 14%           | 12%          | 1%           | 0%          | 1%            | 8%    | 12%    | 5%       |      |      |      |     |     |      |
| 30/08-02/09 | Percent Brasil MS-05662/2022    | 1 200      | 23%              | 21%                          | 6,9%          | 14,4%         | 10,5%        | 1,8%         | 0,7%        | 0,7%          | 2,5%  | 16,3%  | 2%       |      |      |      |     |     |      |
| 31/08-03/09 | Brasmarket MS-00346/2022        | 1 000      | 20,6%            | 13%                          | 11,8%         | 13,7%         | 14,5%        | 1,3%         | 0,6%        | 0,9%          | 4,9%  | 18,7%  | 6,1%     |      |      |      |     |     |      |
| 02-03/09    | RealTime Big Data MS-08696/2022 | 1 000      | 22%              | 18%                          | 11%           | 17%           | 13%          | 5%           | 0%          | 0%            | 6%    | 8%     | 4%       |      |      |      |     |     |      |
| 31/08-05/09 | IPP MS-8600/2022                | 820        | 21,95%           | 16,95%                       | 13,41%        | 15,12%        | 15,37%       | 4,15%        | 0,24%       | 0,24%         | 3,78% | 8,78%  | 5%       |      |      |      |     |     |      |
| 05-10/09    | Novo Ibrape MS-01600/2022       | 1 540      | 24,22%           | 14,94%                       | 10,19%        | 15,65%        | 12,73%       | 2,92%        | 0,26%       | 0,39%         | 6,36% | 12,34% | 8,57%    |      |      |      |     |     |      |
| 07-12/09    | Ranking Brasil MS-08953/2022    | 3 000      | 23,2%            | 17,3%                        | 7%            | 18,3%         | 13,4%        | 2,1%         | 0,2%        | 0,5%          | 18%   | 18%    | 4,9%     |      |      |      |     |     |      |
| 10-14/09    | Veritá MS-02521/2022            | 1 512      | 21,2%            | 10,3%                        | 18,3%         | 18,1%         | 14,3%        | 5,6%         | 0,4%        | 1%            | 4,6%  | 6,2%   | 2,9%     |      |      |      |     |     |      |
| 09-15/09    | IPEC MS-08792/2022              | 800        | 25%              | 17%                          | 9%            | 12%           | 14%          | 2%           | 0%          | 0%            | 8%    | 13%    | 8%       |      |      |      |     |     |      |
| 16-17/09    | RealTime Big Data MS-09079/2022 | 1 000      | 24%              | 18%                          | 10%           | 17%           | 14%          | 6%           | 0%          | 0%            | 5%    | 6%     | 6%       |      |      |      |     |     |      |
| 16-21/09    | Novo Ibrape MS-05960/2022       | 1 540      | 23,7%            | 13,5%                        | 12,6%         | 17,2%         | 14,4%        | 4,4%         | 0,1%        | 0,3%          | 5%    | 8,3%   | 6,5%     |      |      |      |     |     |      |
| 17-21/09    | Ranking Brasil MS-01137/2022    | 3 000      | 24,1%            | 15%                          | 9,2%          | 18,6%         | 13,5%        | 2%           | 0,3%        | 0,3%          | 17%   | 17%    | 5,5%     |      |      |      |     |     |      |
| 21-23/09    | Percent Brasil MS-02172/2022    | 1 000      | 23%              | 22%                          | 11,9%         | 17%           | 16,8%        | 4%           | 0%          | 0%            | 2%    | 3,3%   | 1%       |      |      |      |     |     |      |
| 23-26/09    | Ranking Brasil MS-01137/2022    | 3 000      | 25%              | 14,3%                        | 10,2%         | 18,7%         | 14%          | 2,1%         | 0,3%        | 0,3%          | 15,1% | 15,1%  | 6,3%     |      |      |      |     |     |      |
| 24-26/09    | RealTime Big Data MS-06622/2022 | 1 000      | 22%              | 19%                          | 12%           | 17%           | 16%          | 6%           | 0%          | 0%            | 4%    | 4%     | 3%       |      |      |      |     |     |      |
| 22-27/09    | Novo Ibrape MS-02466/2022       | 1 540      | 24,09%           | 13,05%                       | 14,48%        | 18,51%        | 14,94%       | 3,77%        | 0,32%       | 0,65%         | 3,25% | 6,95%  | 5,58%    |      |      |      |     |     |      |
| 24-28/09    | Paraná Pesquisas MS-04278/2022  | 1 540      | 21,3%            | 16,2%                        | 13,1%         | 18,5%         | 13,6%        | 2,9%         | 0,3%        | 0,5%          | 7,3%  | 6,4%   | 2,8%     |      |      |      |     |     |      |
| 25-29/09    | Veritá MS-09113/2022            | 1 221      | 20,7%            | 8,5%                         | 27,6%         | 25,2%         | 8,7%         | 7,8%         | 0%          | 1,6%          | 2,2%  | 4,2%   | 2,4%     |      |      |      |     |     |      |
| 28-29/09    | RealTime Big Data MS-02982/2022 | 1 000      | 20%              | 14%                          | 15%           | 20%           | 15%          | 5%           | 0%          | 0%            | 3%    | 8%     | Empate   |      |      |      |     |     |      |
| 28-30/09    | Ranking Brasil MS-07224/2022    | 3 000      | 21,4%            | 15,2%                        | 14%           | 19,3%         | 13,5%        | 2%           | 0,3%        | 0,3%          | 14%   | 14%    | 2,2%     |      |      |      |     |     |      |
| 29/09-01/10 | IPEC MS-00268/2022              | 800        | 28%              | 16%                          | 15%           | 16%           | 11%          | 3%           | 0%          | 1%            | 5%    | 5%     | 12%      |      |      |      |     |     |      |

### Segundo turno
O segundo turno foi realizado no dia 30 de outubro.
| Período  | Instituto                       | Amostragem | Contar (PRTB) | Riedel (PSDB)                | B/N   | NS/NR | Vantagem |       |       |       |     |     |      |
| -------- | ------------------------------- | ---------- | ------------- | ---------------------------- | ----- | ----- | -------- | ----- | ----- | ----- | --- | --- | ---- |
| Período  | Instituto                       | Amostragem | 04-07/10      | Ranking Brasil MS-04638/2022 | B/N   | NS/NR | Vantagem | 3 000 | 39,4% | 44,6% | 16% | 16% | 5,2% |
| 10-13/10 | Ranking Brasil MS-01298/2022    | 3 000      | 40,1%         | 45,8%                        | 14,1% | 14,1% | 5,7%     |       |       |       |     |     |      |
| 14-15/10 | RealTime Big Data MS-03328/2022 | 1 000      | 50%           | 38%                          | 6%    | 6%    | 12%      |       |       |       |     |     |      |
| 13-16/10 | Veritá MS-07487/2022            | 1 221      | 50,6%         | 39,9%                        | 4,8%  | 4,7%  | 10,7%    |       |       |       |     |     |      |
| 16-20/10 | Ranking Brasil MS-02201/2022    | 3 000      | 39,3%         | 46,2%                        | 14,5% | 14,5% | 6,9%     |       |       |       |     |     |      |
| 19-21/10 | IPEC MS-07115/2022              | 800        | 45%           | 45%                          | 6%    | 5%    | Empate   |       |       |       |     |     |      |
| 21-22/10 | RealTime Big Data MS-01621/2022 | 1 000      | 46%           | 46%                          | 4%    | 4%    | Empate   |       |       |       |     |     |      |
| 21-25/10 | Veritá MS-03090/2022            | 1 221      | 51,3%         | 42,9%                        | 3,3%  | 2,5%  | 8,4%     |       |       |       |     |     |      |
| 22-25/10 | Serpes MS-01111/2022            | 812        | 44,2%         | 42%                          | 6,2%  | 7,6%  | 2,2%     |       |       |       |     |     |      |
| 23-27/10 | Ranking Brasil MS-07986/2022    | 3 000      | 40,8%         | 47%                          | 12,2% | 12,2% | 6,2%     |       |       |       |     |     |      |
| 27-29/10 | IPEC MS-00102/2022              | 800        | 43%           | 48%                          | 5%    | 4%    | 5%       |       |       |       |     |     |      |
| 28-29/10 | Ranking Brasil MS-04700/2022    | 3 000      | 42%           | 48,5%                        | 9,5%  | 9,5%  | 6,5%     |       |       |       |     |     |      |
| 28-29/10 | Veritá MS-03980/2022            | 1 002      | 48,8%         | 47,5%                        | 3,7%  | 3,7%  | 1,3%     |       |       |       |     |     |      |

### Para senador
| Período     | Instituto                       | Amostragem | Cristina (PP) | Odilon (PSD)                 | Mandetta (UNIÃO) | Botelho (PT) | Bezerra (Agir) | Tocchio (PSOL) | B/N    | NS/NR  | Vantagem |      |      |      |       |       |       |
| ----------- | ------------------------------- | ---------- | ------------- | ---------------------------- | ---------------- | ------------ | -------------- | -------------- | ------ | ------ | -------- | ---- | ---- | ---- | ----- | ----- | ----- |
| Período     | Instituto                       | Amostragem | 08-12/08      | Ranking Brasil MS-08898/2022 | 3 000            | 35%          | 11,7%          | 16,2%          | B/N    | NS/NR  | Vantagem | 4,2% | 2,1% | 0,3% | 30,5% | 30,5% | 18,8% |
| 14-18/08    | Paraná Pesquisas MS-04144/2022  | 1 540      | 34,7%         | 22,3%                        | 13,6%            | 5,5%         | 1,4%           | 0,5%           | 11,3%  | 10,8%  | 12,4%    |      |      |      |       |       |       |
| 16-21/08    | Novo Ibrape MS-02015/2022       | 2 000      | 30%           | 19,7%                        | 9,7%             | 5,7%         | 2,5%           | 0,8%           | 9,6%   | 21,9%  | 10,3%    |      |      |      |       |       |       |
| 22-23/08    | RealTime Big Data MS-06707/2022 | 1 500      | 40%           | 16%                          | 10%              | 6%           | 1%             | 0%             | 10%    | 17%    | 24%      |      |      |      |       |       |       |
| 24-28/08    | Ranking Brasil MS-08328/2022    | 3 000      | 38,2%         | 16%                          | 14,6%            | 4,8%         | 2,5%           | 0,4%           | 23,5%  | 23,5%  | 22,2%    |      |      |      |       |       |       |
| 28-30/08    | IPEC MS-06162/2022              | 800        | 38%           | 18%                          | 13%              | 4%           | 2%             | 1%             | 9%     | 16%    | 20%      |      |      |      |       |       |       |
| 31/08-03/09 | Brasmarket MS-00346/2022        | 1 000      | 44,8%         | 14,2%                        | 11,6%            | 3,1%         | 1%             | 1,7%           | 7,2%   | 16,4%  | 30,6%    |      |      |      |       |       |       |
| 02-03/09    | RealTime Big Data MS-08696/2022 | 1 000      | 41%           | 16%                          | 12%              | 6%           | 1%             | 1%             | 8%     | 15%    | 25%      |      |      |      |       |       |       |
| 31/08-05/09 | IPP MS-8600/2022                | 820        | 39,39%        | 24,88%                       | 10,61%           | 4,76%        | 0,49%          | 0,85%          | 4,63%  | 14,39% | 14,51%   |      |      |      |       |       |       |
| 05-10/09    | Novo Ibrape MS-01600/2022       | 1 540      | 35,26%        | 19,87%                       | 11,36%           | 7,01%        | 2,21%          | 1,36%          | 7,86%  | 15,06% | 15,39%   |      |      |      |       |       |       |
| 07-12/09    | Ranking Brasil MS-08953/2022    | 3 000      | 38,2%         | 16,3%                        | 18,4%            | 3,7%         | 2,6%           | 0,3%           | 20,5%  | 20,5%  | 19,8%    |      |      |      |       |       |       |
| 09-15/09    | IPEC MS-08792/2022              | 800        | 38%           | 20%                          | 14%              | 5%           | 1%             | 0%             | 8%     | 13%    | 18%      |      |      |      |       |       |       |
| 16-17/09    | RealTime Big Data MS-09079/2022 | 1 000      | 42%           | 17%                          | 14%              | 5%           | 0%             | 0%             | 8%     | 14%    | 25%      |      |      |      |       |       |       |
| 16-21/09    | Novo Ibrape MS-05960/2022       | 1 540      | 38,05%        | 18,51%                       | 14,81%           | 7,86%        | 1,82%          | 0,81%          | 18,14% | 18,14% | 19,54%   |      |      |      |       |       |       |
| 17-21/09    | Ranking Brasil MS-01137/2022    | 3 000      | 39%           | 17,1%                        | 20%              | 4%           | 2,8%           | 0,1%           | 17%    | 17%    | 19%      |      |      |      |       |       |       |
| 23-26/09    | Ranking Brasil MS-00892/2022    | 3 000      | 40,2%         | 18,1%                        | 16,5%            | 5%           | 2,9%           | 0,2%           | 17,1%  | 17,1%  | 22,1%    |      |      |      |       |       |       |
| 24-26/09    | RealTime Big Data MS-06622/2022 | 1 000      | 41%           | 16%                          | 20%              | 6%           | 0%             | 0%             | 6%     | 11%    | 21%      |      |      |      |       |       |       |
| 22-27/09    | Novo Ibrape MS-02466/2022       | 1 540      | 46,6%         | 21,3%                        | 18,88%           | 10,12%       | 2,04%          | 1,06%          | -      | -      | 25,3%    |      |      |      |       |       |       |
| 24-28/09    | Paraná Pesquisas MS-04278/2022  | 1 540      | 45,1%         | 15,1%                        | 15,8%            | 4,9%         | 0,4%           | 0,7%           | 10%    | 8,1%   | 29,3%    |      |      |      |       |       |       |
| 28-29/09    | RealTime Big Data MS-02982/2022 | 1 000      | 47%           | 18%                          | 18%              | 7%           | 0%             | 0%             | 3%     | 7%     | 29%      |      |      |      |       |       |       |
| 28-30/09    | Ranking Brasil MS-07224/2022    | 3 000      | 41%           | 19,2%                        | 17,6%            | 5,2%         | 2,9%           | 0,2%           | 14%    | 14%    | 21,8%    |      |      |      |       |       |       |
| 29/09-01/10 | IPEC MS-00268/2022              | 800        | 44%           | 18%                          | 15%              | 7%           | 1%             | 1%             | 6%     | 9%     | 26%      |      |      |      |       |       |       |

## Resultados

### Governador
O candidato Magno de Souza (PCO) não teve seus votos calculados devido a decisão do Tribunal Regional Eleitoral de Mato Grosso do Sul (TRE-MS) em indeferir a sua candidatura, pelo fato da mesma não se enquadrar na Lei da Ficha Limpa.
| Candidato(a)            | Vice                            | 1º turno 2 de outubro de 2022 | 1º turno 2 de outubro de 2022 | 2º turno 30 de outubro de 2022 | 2º turno 30 de outubro de 2022 |
| Candidato(a)            | Vice                            | Votação                       | Votação                       | Votação                        | Votação                        |
| Candidato(a)            | Vice                            | Total                         | %                             | Total                          | %                              |
| ----------------------- | ------------------------------- | ----------------------------- | ----------------------------- | ------------------------------ | ------------------------------ |
| Eduardo Riedel (PSDB)   | Barbosinha (PP)                 | 361.981                       | 25,16%                        | 808.210                        | 56,90%                         |
| Capitão Contar (PRTB)   | Beto Figueiró (PRTB)            | 384.275                       | 26,71%                        | 612.113                        | 43,10%                         |
| André Puccinelli (MDB)  | Tania Garib (MDB)               | 247.093                       | 17,18%                        | Não participou                 | Não participou                 |
| Rose Modesto (UNIÃO)    | Alberto Schlatter (PODE)        | 178.599                       | 12,42%                        | Não participou                 | Não participou                 |
| Giselle Marques (PT)    | Abílio Vaneli (PT)              | 135.556                       | 9,42%                         | Não participou                 | Não participou                 |
| Marquinhos Trad (PSD)   | Viviane Orro (PSD)              | 124.795                       | 8,68%                         | Não participou                 | Não participou                 |
| Adônis Marcos (PSOL)    | Ilmo Cândido de Oliveira (REDE) | 3.251                         | 0,23%                         | Não participou                 | Não participou                 |
| Magno de Souza (PCO)    | Carlos Martins (PCO)            | 2.892                         | 0,20%                         | Não participou                 | Não participou                 |
| Total de votos válidos  | Total de votos válidos          | 1.435.550                     | 92,44%                        | 1.420.323                      | 91,78%                         |
| Votos em branco         | Votos em branco                 | 53.082                        | 3,42%                         | 39.059                         | 2,52%                          |
| Votos nulos             | Votos nulos                     | 61.130                        | 3,94%                         | 88.228                         | 5,70%                          |
| Votos anulados          | Votos anulados                  | 2.892                         | 0,20%                         | 0                              | 0,00%                          |
| Total                   | Total                           | 1.552.654                     | 77,90%                        | 1.547.610                      | 77,63%                         |
| Abstenções              | Abstenções                      | 440.467                       | 22,10%                        | 445.840                        | 22,37%                         |
| Eleitores aptos a votar | Eleitores aptos a votar         | 1.993.121                     | 1.993.121                     | 1.993.450                      | 1.993.450                      |

### Senador
O candidato Anizio Tocchio (PSOL) não teve seus votos calculados devido a problemas com o registro da candidatura de seu primeiro suplente junto ao TSE. 
| Candidato(a)                   | Turno único 2 de outubro de 2022 | Turno único 2 de outubro de 2022 |
| Candidato(a)                   | Total                            | Percentagem                      |
| ------------------------------ | -------------------------------- | -------------------------------- |
| Tereza Cristina (PP)           | 829.149                          | 60,85%                           |
| Luiz Henrique Mandetta (UNIÃO) | 206.093                          | 15,12%                           |
| Tiago Botelho (PT)             | 178.041                          | 13,07%                           |
| Odilon de Oliveira (PSD)       | 146.261                          | 10,73%                           |
| Anizio Tocchio (PSOL)          | 2.101                            | 0,15%                            |
| Jeferson Bezerra (Agir)        | 1.000                            | 0,07%                            |
| → Total de votos válidos       | 1.360.544                        | 87,76%                           |
| → Votos em branco              | 91.077                           | 5,87%                            |
| → Votos nulos                  | 98.932                           | 6,37%                            |
| → Votos anulados               | 2.101                            | 0,15%                            |
| Total                          | 1.552.654                        | 77,90%                           |
| Abstenções                     | 440.467                          | 22,10%                           |
| Eleitorado apto                | 1.993.121                        | 1.993.121                        |

### Deputados federais eleitos
São relacionados os candidatos eleitos com informações complementares da Câmara dos Deputados. O ícone  e os nomes destacados em verde indicam os que foram reeleitos.

Representação eleita
  PSDB: 3
  PL: 2
  PT: 2
  PP: 1

| Deputados federais eleitos | Partido | Votação | Percentual | Cidade onde nasceu    | Unidade federativa |
| Marcos Pollon              | PL      | 103.111 | 7,33%      | Dourados              | Mato Grosso do Sul |
| Beto Pereira               | PSDB    | 97.872  | 6,96%      | Campo Grande          | Mato Grosso do Sul |
| Geraldo Resende            | PSDB    | 96.519  | 6,86%      | Córrego Danta         | Minas Gerais       |
| Vander Loubet              | PT      | 76.571  | 5,44%      | Porto Murtinho        | Mato Grosso do Sul |
| Camila Jara                | PT      | 56.552  | 4,02%      | Campo Grande          | Mato Grosso do Sul |
| Dagoberto Nogueira Filho   | PSDB    | 48.217  | 3,43%      | São José do Rio Preto | São Paulo          |
| Luiz Ovando                | PP      | 45.491  | 3,23%      | Corumbá               | Mato Grosso do Sul |
| Rodolfo Nogueira           | PL      | 41.773  | 2,97%      | Dourados              | Mato Grosso do Sul |

### Assembleia Legislativa
Nas eleições para a Assembleia Legislativa de Mato Grosso do Sul, havia 24 cadeiras em jogo.
|               |                                          |         |            |          |               |         |  |  |  |  |
| Partidos      | Partidos                                 | Votos   | % de votos | Assentos | % de assentos | +/–     |  |  |  |  |
| PSDB          | Partido da Social Democracia Brasileira  | 287.542 | 20,20%     | 6        | 25,00%        | +2      |  |  |  |  |
| PT            | Partido dos Trabalhadores                | 153.613 | 10,79%     | 3        | 12,50%        | +1      |  |  |  |  |
| MDB           | Movimento Democrático Brasileiro         | 142.878 | 10,04%     | 3        | 12,50%        | +1      |  |  |  |  |
| PL            | Partido Liberal                          | 132.945 | 9,34%      | 3        | 12,50%        | Estável |  |  |  |  |
| PP            | Progressistas                            | 116.147 | 8,18%      | 2        | 8,33%         | –3      |  |  |  |  |
| UNIÃO         | União Brasil                             | 83.208  | 5,84%      | 1        | 4,16%         | Novo    |  |  |  |  |
| PDT           | Partido Democrático Trabalhista          | 72.125  | 5,07%      | 1        | 4,16%         | Estável |  |  |  |  |
| Republicanos  | Republicanos                             | 69.264  | 4,87%      | 1        | 4,16%         | –1      |  |  |  |  |
| PODE          | Podemos                                  | 68.498  | 4,81%      | 1        | 4,16%         | Estável |  |  |  |  |
| PSD           | Partido Social Democrático               | 62.621  | 4,40%      | 1        | 4,16%         | Estável |  |  |  |  |
| PRTB          | Partido Renovador Trabalhista Brasileiro | 62.577  | 4,40%      | 1        | 4,16%         | Estável |  |  |  |  |
| Patriota      | Patriota                                 | 51.532  | 3,62%      | 1        | 4,16%         | Estável |  |  |  |  |
| PSB           | Partido Socialista Brasileiro            | 44.862  | 3,15%      | 0        | 0,00%         | –1      |  |  |  |  |
| PTB           | Partido Trabalhista Brasileiro           | 15.410  | 1,08%      | 0        | 0,00%         | Estável |  |  |  |  |
| Solidariedade | Solidariedade                            | 11.595  | 0,81%      | 0        | 0,00%         | Estável |  |  |  |  |
| PSOL          | Partido Socialismo e Liberdade           | 7.492   | 0,53%      | 0        | 0,00%         | Estável |  |  |  |  |
| REDE          | Rede Sustentabilidade                    | 5.971   | 0,42%      | 0        | 0,00%         | Estável |  |  |  |  |
| Cidadania     | Cidadania                                | 5.494   | 0,39%      | 0        | 0,00%         | Estável |  |  |  |  |
| PV            | Partido Verde                            | 3.135   | 0,22%      | 0        | 0,00%         | Estável |  |  |  |  |
| Avante        | Avante                                   | 2.674   | 0,19%      | 0        | 0,00%         | Estável |  |  |  |  |
| Agir          | Agir                                     | 1.555   | 0,11%      | 0        | 0,00%         | Estável |  |  |  |  |
| PCdoB         | Partido Comunista do Brasil              | 1.443   | 0,10%      | 0        | 0,00%         | Estável |  |  |  |  |
| PROS          | Partido Republicano da Ordem Social      | 1.417   | 0,10%      | 0        | 0,00%         | Estável |  |  |  |  |
| DC            | Democracia Cristã                        | 278     | 0,02%      | 0        | 0,00%         | Estável |  |  |  |  |

| Filiação Partidária | Filiação Partidária | Membros | Membros | +/–     |
| Filiação Partidária | Filiação Partidária | 2018    | 2022    | +/–     |
| ------------------- | ------------------- | ------- | ------- | ------- |
|                     | PSDB                | 5       | 6       | 1       |
|                     | PL                  | 1       | 3       | 2       |
|                     | PT                  | 2       | 3       | 1       |
|                     | MDB                 | 3       | 3       | Estável |
|                     | PP                  | 2       | 2       | Estável |
|                     | UNIÃO               | Novo    | 1       | 1       |
|                     | PODE                | 0       | 1       | 1       |
|                     | PRTB                | 0       | 1       | 1       |
|                     | Republicanos        | 1       | 1       | Estável |
|                     | PSD                 | 1       | 1       | Estável |
|                     | PDT                 | 1       | 1       | Estável |
|                     | Patriota            | 1       | 1       | Estável |
|                     | PTB                 | 1       | 0       | 1       |
|                     | Solidariedade       | 2       | 0       | 2       |
|                     | DEM                 | 2       | 0       | 2       |
|                     | PSL                 | 2       | 0       | 2       |
| Total               | Total               | 24      | 24      | –       |

### Deputados estaduais eleitos
Os deputados estaduais eleitos para representar as 24 cadeiras da Assembléia Legislativa de Mato Grosso do Sul. O ícone  e os nomes destacados em verde indicam os que foram reeleitos.
| Deputados estaduais eleitos   | Partido      | Votação | Percentual | Cidade onde nasceu  | Unidade federativa |
| ----------------------------- | ------------ | ------- | ---------- | ------------------- | ------------------ |
| Mara Caseiro                  | PSDB         | 49.512  | 3,48%      | Umuarama            | Paraná             |
| Paulo Corrêa                  | PSDB         | 49.184  | 3,45%      | Campo Grande        | Mato Grosso do Sul |
| Zeca do PT                    | PT           | 47.193  | 3,31%      | Porto Murtinho      | Mato Grosso do Sul |
| Jamilson Name                 | PSDB         | 43.435  | 3,05%      | Sidrolândia         | Mato Grosso do Sul |
| Zé Teixeira                   | PSDB         | 39.329  | 2,76%      | Guanambi            | Bahia              |
| Lídio Lopes                   | Patriota     | 32.412  | 2,28%      | Iguatemi            | Mato Grosso do Sul |
| Caravina                      | PSDB         | 31.952  | 2,24%      | Presidente Prudente | São Paulo          |
| Coronel David                 | PL           | 31.480  | 2,21%      | Campo Grande        | Mato Grosso do Sul |
| Pedro Kemp                    | PT           | 27.969  | 1,96%      | Presidente Prudente | São Paulo          |
| Lucas de Lima do Amor Sem Fim | PDT          | 26.575  | 1,87%      | Alto Alegre         | São Paulo          |
| Junior Mochi                  | MDB          | 26.108  | 1,83%      | Itápolis            | São Paulo          |
| João Henrique                 | PL           | 25.914  | 1,82%      | Campo Grande        | Mato Grosso do Sul |
| Gerson Claro                  | PP           | 25.839  | 1,81%      | Itaporã             | Mato Grosso do Sul |
| Londres Machado               | PP           | 25.691  | 1,80%      | Rio Brilhante       | Mato Grosso do Sul |
| Antônio Vaz                   | Republicanos | 19.395  | 1,36%      | Sorocaba            | São Paulo          |
| Rafael Tavares                | PRTB         | 18.224  | 1,28%      | Campo Grande        | Mato Grosso do Sul |
| Renato Câmara                 | MDB          | 17.756  | 1,25%      | Ivinhema            | Mato Grosso do Sul |
| Amarildo Cruz                 | PT           | 17.249  | 1,21%      | Presidente Epitácio | São Paulo          |
| Neno Razuk                    | PL           | 17.023  | 1,20%      | Campo Grande        | Mato Grosso do Sul |
| Marcio Fernandes              | MDB          | 16.111  | 1,13%      | Umuarama            | Paraná             |
| Pedrossian Neto               | PSD          | 15.994  | 1,12%      | Campo Grande        | Mato Grosso do Sul |
| Lia Nogueira                  | PSDB         | 15.155  | 1,06%      | Dourados            | Mato Grosso do Sul |
| Roberto Hashioka              | UNIÃO        | 13.662  | 0,96%      | Tupã                | São Paulo          |
| Professor Rinaldo Modesto     | PODE         | 12.800  | 0,90%      | Glória de Dourados  | Mato Grosso do Sul |